# Хоканссон, Кикки
Керстин «Кикки» Хоканссон (швед. Kicki Håkansson; 23 июля 1929, Стокгольм — 4 ноября 2024, Калифорния) — шведская модель и модельер, первая победительница конкурса «Мисс Мира», состоявшегося в 1951 году в Лондоне. Она представляла Швецию и была единственной победительницей конкурса в бикини во время своей коронации. В качестве приза получила чек на тысячу фунтов и ожерелье.

## Биография
Керстин Маргарета «Кикки» Хоканссон родилась 23 июля 1929 года в приходе Якобс в Стокгольме в семье помощника главного констебля Гёсты Хоканссона (1898—1954) и Эммы Каролины (урожд. Нильссон, 1900—1958). В 1952 году вышла замуж за норвежского инженера-строителя Уле Хартнера (1917—2005) и переехала в Норвегию. Через несколько лет развелась и в 1962 году вышла замуж за американского скульптора Далласа Дж. Андерсона (1931—2009), поселившись сначала в Дании, а в 1967 году — в Сиэтле (США). Супруги были вместе 47 лет до смерти Далласа Андерсона в 2009 году. В браке у них родились сыновья Урелль К. Андерсон, Лиф Э. Андерсон и дочь Линда К. Андерсон.
Весной 1987 года Кики Хоканссон стала главным героем одного из выпусков телевизионной программы «Вот твоя жизнь» (канал SVT).
Умерла 4 ноября 2024 года в возрасте 95 лет.